# 외성인
외성인(外省人)은 타이완인 중 1945년 일본 패전부터 1949년 국부천대까지의 기간 동안 중국 대륙에서 대만으로 건너온 사람들을 의미한다. 당시 1945년에서 1949년까지의 외성인의 인구는 매우 극소수이며 10만명이 넘지 않는다. 하지만 외성인은 본성인 이외 일본 식민지 영토였던 중국 남부 지역에서 이주한 사람들도 합치기 때문에 14%라고 말하기도 한다. 하지만 이것이 정확한 것은 아니다.

## 역사
외성인들은 일본 제국이 패전한 1945년부터 국부천대한 1949년까지 중국 대륙에서 타이완 섬으로 건너왔으며 중국 국민당이 타이완에 계엄령을 선포하면서 한동안 중화민국(타이완)의 실권을 잡고 있던 기득권층이었다. 중화민국은 타이완에서 본성인들을 배척하고 외성인들을 요직에 등용하면서 본성인과 외성인과의 갈등을 빚게 되었으며 이는 1947년에 발생한 2.28 사건의 원인이 되었다.

## 분포
외성인은 대부분 타이완의 북부 지역(타이베이, 신베이, 지룽 등지)에 살았으며 실제 국민당에서 온 외성인은 10만명 정도이며 일본 지배하의 중국 남부에서 건너간 자들까지 합치면 13%를 차지한다.

## 정치
외성인은 대부분 중국 국민당을 지지하는 성향이 강하며 국민당의 1당 독재 시기에는 본성인들은 각종 차별, 탄압을 받았던 대신 외성인들은 기득권을 차지하고 있었다. 타이완의 정치인 중에는 장제스, 장징궈, 마잉주, 롄잔 등이 외성인이다.

## 같이 보기
- 본성인